# Verschollene Kosmonauten
Verschollene Kosmonauten (auch: verlorene Kosmonauten) ist eine Verschwörungstheorie über Mitarbeiter des sowjetischen Weltraumprogramms, deren Schicksal aus propagandistischen Gründen mutmaßlich verschleiert wurde. Vermeintlich berichtete die Sowjetunion nur über erfolgreiche Raumflüge wie den von Juri Gagarin, nicht aber über Rückschläge, bei denen sowjetische Kosmonauten im Weltraum verschollen seien oder ihre Flüge aus anderen Gründen geheim gehalten worden seien. Keine der Theorien um verschollene Kosmonauten konnte ausreichend belegt werden, weshalb sie als Verschwörungstheorie gelten. Die Sowjetunion hat nur die vier verunglückten Kosmonauten von Sojus 1 im Jahr 1967 und Sojus 11 im Jahr 1971 als Opfer ihres Raumfahrtprogramms anerkannt.

## Geschichte

### Erste Gerüchte
Im Januar 1958 kamen erste Gerüchte über einen erfolgreichen russischen bemannten Flug in eine Höhe von 186 Meilen auf, obwohl die Meldung auf einer Geschichte in einer fiktionalen Radiosendung beruhte. Die am Mercury-Programm beteiligten US-Amerikaner und andere westliche Beobachter versuchten herauszufinden, wie der Stand des entsprechenden sowjetischen bemannten Raumfahrtprogramms war. Es verdichteten sich Hinweise, dass die Russen ebenfalls an einem Programm arbeiteten und dass bereits Mitarbeiter für die Kosmonautenausbildung ausgewählt worden waren.
Im Jahr 1959 berichtete der Physiker und Raketenpionier Hermann Oberth, der als einer der Begründer der wissenschaftlichen Raketentechnik und Astronautik gilt, dass ein sowjetischer Kosmonaut 1958 auf einem suborbitalen Flug vom Kosmodrom Kapustin Jar gestartet war und während des Raumflugs gestorben sei. Seine Quelle gab er jedoch nicht preis.
Weitere Gerüchte um Rückschläge beim sowjetischen Weltraumprogramm veröffentlichte die italienische Nachrichtenagentur Continentale im Dezember 1959. Als Quelle wurde ein hochrangiger tschechischer Kommunist genannt, der Informationen über Unfälle mit Todesfällen bei inoffiziellen Weltraumstarts geliefert hätte. Dabei sei ein Kosmonaut namens Alexei Ledovsky mit einer umgebauten R-5A Rakete ums Leben gekommen. Drei weitere verunfallte Kosmonauten waren angeblich Andrei Mitkov, Sergei Shiborin und Maria Gromova. Ein Beweis für die Existenz der Quelle oder die Unfälle der Kosmonauten konnte nicht geliefert werden, aber die Gerüchte wurden durch einen Artikel über „Flüge in große Höhen“ mit Bildern von Männern in Raumanzügen genährt, der 1959 in der sowjetischen Wochenzeitung Ogonjok veröffentlicht wurde. Ein Journalist der Associated Press zog daraus den Schluss, dass die Männer mit den Namen Belokonev, Kachur und Grachev russische Raumfahrer und Teil des russischen Raumfahrt-Trainingsprogramms waren.
Fidel Castro sprach 1981 von einer Reihe von Todesopfern zu Beginn des sowjetischen Raumfahrtprogramms ohne eine genaue Zahl zu nennen und dass ihm eine Gedenkstätte für die im Raumfahrtprogramm Getöteten gezeigt worden sei.

### Die Brüder Judica Cordiglia
In den 1960er Jahren machten Amateursatellitenbeobachter und Funkamateure zum Teil wichtige Beobachtungen. So schloss Geoffrey Perry, ein Physiklehrer aus Northamptonshire, 1966 durch die Analyse der Umlaufbahn des Satelliten Kosmos 112, einem Aufklärungssatellit der ersten Generation, auf die Existenz des bis dahin geheim gehaltenen Kosmodroms Plessezk.
Die italienischen Funkamateure Achille und Giovanni Battista Judica Cordiglia hatten in der Nähe von Turin eine Funkstation gebaut, mit der sie Teile des sowjetischen Raumfahrtfunkverkehrs aufzeichnen konnten. Neben bestätigten Aufnahmen etwa von Gagarins Flug fingen sie verschiedene Signale auf, die sie verunglückten sowjetischen Missionen zuschrieben. Zwischen dem 28. und 30. November 1960 empfingen die Brüder sich ständig wiederholende Morse-Signale mit der Botschaft „SOS in die ganze Welt“. Anhand des Doppler-Effekts stellten sie fest, dass das Signal von einem sich bewegenden Objekt gesendet wurde.

### Wladimir Sergejewitsch Iljuschin
Wladimir Sergejewitsch Iljuschin, der Sohn des Flugzeugkonstrukteurs Sergei Wladimirowitsch Iljuschin, soll einige Tage vor Juri Gagarin als erster Mensch den Weltraum erreicht haben. Auf dem Flug habe er jedoch Probleme gehabt und sei in China notgelandet, wobei er sich schwer verletzte und von den chinesischen Behörden inhaftiert worden sei. Dies sei der Grund gewesen, weshalb die Sowjetunion den Flug nicht publik gemacht habe. Außerdem wurde behauptet, dass China als einziger verbündeter Staat der Sowjetunion nicht zu Gagarins erfolgreichem Erstflug gratuliert hätte.